# Amt Golzow (Kurmark)

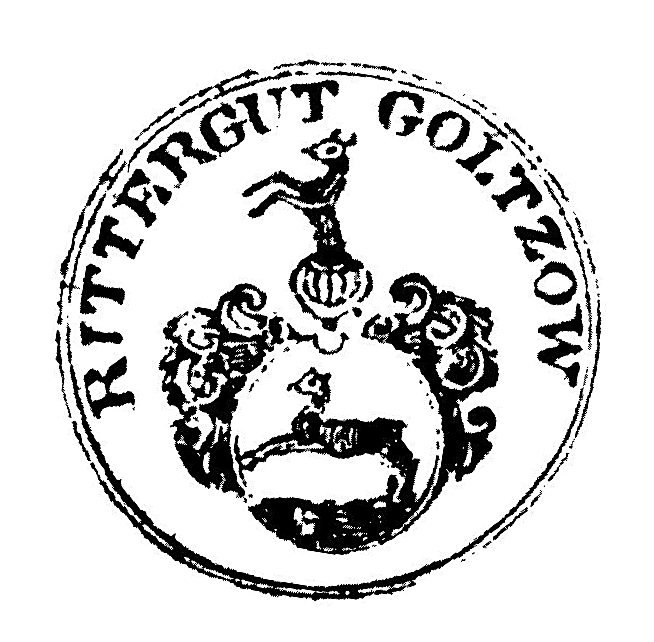
Siegel des Rittergutes Golzow (19. Jahrhundert)

Das Amt Golzow war ein kurfürstlich-brandenburgisches bzw. später königlich-preußisches Domänenamt, das 1731 durch Abspaltung vom älteren Amt Lebus gebildet worden war. Das Gebiet dieses Amtes, das um 1800 fünf Orte umfasste, gehört heute zu den Gemeinden Golzow, Alt Tucheband und Küstriner Vorland, und zum Gebiet der Stadt Seelow im Landkreis Märkisch-Oderland (Brandenburg). Das Amt Golzow wurde 1815 aufgelöst. 1992 wurde das gleichnamige brandenburgische Amt Golzow gegründet.

## Geschichte
Das Amt Golzow wurde mittelbar aus dem weltlichen Besitz des Bischofs von Lebus gebildet. Im Jahr 1555 starb der letzte Bischof von Lebus Johann VIII. Horneburg. Der Bischofsstuhl wurde nicht mehr besetzt, sondern zunächst vom evangelischen Administrator des Erzstiftes Magdeburg Joachim Friedrich von Brandenburg verwaltet. Joachim Friedrich wurde 1598 Kurfürst von Brandenburg. Er löste das Bistum Lebus noch 1598 auf, zog den Lebuser Stiftsbesitz ein und wandelte ihn in zwei kurfürstliche Domänenämter um, das Amt Lebus und das Amt Fürstenwalde. Vom großen Amt Lebus wurde 1731 das Amt Wollup und das Amt Golzow abgespalten. 1737 wurde vom Amt Golzow wiederum das Amt Sachsendorf abgetrennt.
Die nur kurze Zeit von 1731 bis 1737 beim Amt Golzow befindlichen, 1737 als Amt Sachsendorf abgeteilten Orte waren Libbenichen (Dorf), Sachsendorf (Dorf und Vorwerk), Seelow (Stadt und Vorwerk) und Werder (Vorwerk).

## Zugehörige Orte
Nach Friedrich Wilhelm Bratring gehörten um 1800 Amt Golzow folgende Orte (ergänzt sind einige kurzzeitige Erwerbungen)
- Golzow. Das Dorf mit dem Amtssitzvorwerk hatte 1805 576 Einwohner. Im Ort waren verschiedene Handwerker ansässig. Es gab eine Schmiede und zwei Krüge.
- Hathenow (heute Ortsteil der Gem. Alt Tucheband). Das Dorf hatte 1805 146 Einwohner. Eine Schmiede und ein Krug waren im Ort. Nach der Vereinigung des Amtes Golzow mit dem Amt Sachsendorf wurde das Vorwerk separat verkauft und in ein landtagsfähiges Rittergut umgewandelt.
- (Mallnow. Der Ort wurde bei der Abtrennung des Amtes Golzow zunächst diesem Amt zugewiesen, jedoch bereits 1737 wieder an das Amt Lebus überwiesen.[2])
- Manschnow (heute ein Ortsteil der Gemeinde Küstriner Vorland). Im Dorf und dem Amtsvorwerk lebten 1805 338 Einwohner. Manschnow hatte eine Schmiede, einen Krug und eine "entfernt liegende Wasser- und Schneidemühle an dem Manschenowischen Strom der Oder" (bei der Brücke der B 1 über die Alte Oder, Straße der Freundschaft 46[3]). Sie wurde 1732 errichtet.[4] Das alte Amtsvorwerk (Lage nicht bekannt) brannte 1817 ab und wurde südöstlich des Ortskerns wieder aufgebaut. Es erhielt den Namen Herzershof, nach dem damaligen Erbpächter und Amtmann Herzer.
- Rathstock (Ortsteil der Gem. Alt Tucheband). Das Dorf und Amtsvorwerk gehörte nur zur Hälfte zum Amt, die andere Hälfte war ritterschaftlich. Rathstock hatte 1805 275 Einwohner, eine Schmiede und einen Krug.
- Wiesevorwerk (heute Neu Manschnow, Gemeindeteil des Ortsteils Manschnow, Gem. Küstriner Vorland). Das Vorwerk wurde 1816 aufgeteilt und an mehrere Pächter vererbpachtet. Daraus entstand die heutige Siedlung Neu Manschnow. 1805 hatte das Wiesevorwerk 11 Einwohner.
- (Wuhden. Der Ort wurde bei der Abtrennung des Amtes Golzow zunächst diesem Amt zugewiesen, jedoch bereits 1737 wieder an das Amt Lebus überwiesen.[2])
- Zernickow (heute Wohnplatz der Stadt Seelow). Das Dorf hatte 1805 107 Einwohner. Dazu gehörte auch ein "entfernt liegender Weinberg" mit einem zugehörigen Haus. Es gab eine Schmiede im Ort.

1815 wurde das Amt Golzow wieder mit dem Amt Sachsendorf vereinigt und aufgelöst. Das Amtsvorwerk in Golzow war verkauft und in ein landtagsfähiges Rittergut umgewandelt worden. Das Amt Sachsendorf hatte bis 1872 Bestand. Lediglich der Ort Golzow selber kam 1839 an das Amt Friedrichsaue.

## Amtleute und Pächter
- 1775–1815 Carl Justus Ludwig Berg, Amtsrat[5][6][7][8]